# Bolitophila speleicola
Bolitophila speleicola är en tvåvingeart som beskrevs av Tollet 1955. Bolitophila speleicola ingår i släktet Bolitophila och familjen smalbensmyggor. Inga underarter finns listade i Catalogue of Life.